# Ryōichi Fujisawa
Ryōichi Fujisawa (jap. 藤沢 良一, Fujisawa Ryōichi; * 25. Mai 1927 in Otaru, Präfektur Hokkaidō) ist ein ehemaliger japanischer nordischer Skisportler. Er nahm an den Olympischen Winterspielen 1952 teil und gewann auf nationaler Ebene mehrere Meistertitel in der Nordischen Kombination.

## Werdegang
Fujisawa gewann bei den japanischen nordischen Meisterschaften 1949 in Sapporo im Alter von 21 Jahren seinen ersten Meistertitel in der Nordischen Kombination. Diesen Erfolg konnte er bei den darauffolgenden Meisterschaften in Yonezawa wiederholen. Auf internationaler Ebene trat er erstmals bei den Olympischen Winterspielen 1952 in Oslo in Erscheinung, wo er bei Wettbewerben aller Ski-Nordisch-Disziplinen an den Start ging. Im Kombinationswettkampf lag er nach dem Sprungdurchgang auf dem zehnten Rang, verlor auf der Loipe allerdings mehrere Plätze und beendete das Rennen schließlich auf Rang 14. Beim Springen von der Normalschanze belegte er nach Weiten auf 57,5 und 55,5 Meter den 34. Platz. Darüber hinaus wurde Fujisawa auch beim 18-km-Skilanglauf eingesetzt, wo er mit Rang 61 nur die hinteren Plätze erreichte.
Im Frühjahr 1953 gewann Fujisawa in Ōdate seinen dritten japanischen Meistertitel. Bei den Nordischen Skiweltmeisterschaften 1954 im schwedischen Falun war er erneut Teil der japanischen Delegation. Zunächst stand der Skisprung-Wettbewerb von der Normalschanze an, bei der er deutlich hinter der Weltspitze zurückblieb und letztlich bei einem Teilnehmerfeld von 70 Athleten den 65. Platz belegte. Etwas besser verlief der Kombinationswettkampf, den er als bester Japaner auf Rang 21 abschloss. Im 18-km-Skilanglauf kam Fujisawa mit knapp zehn Minuten Rückstand auf dem 96. Platz ins Ziel, ehe er gemeinsam mit Kengo Konishi, Shogo Kado und Ryōji Ishizaka Letzter in der 4 × 10-km-Staffel wurde. Im Anschluss an die Weltmeisterschaften sind keine weiteren Teilnahmen an internationalen Wettbewerben aufgezeichnet.

## Statistik

### Platzierungen bei Olympischen Winterspielen
| Jahr und Ort | Wettbewerb | Wettbewerb    | Wettbewerb |
| Jahr und Ort | Einzel NK  | Normalschanze | 18 km      |
| ------------ | ---------- | ------------- | ---------- |
| 1952 Oslo    | 14.        | 34.           | 61.        |

### Platzierungen bei Weltmeisterschaften
| Jahr und Ort | Wettbewerb | Wettbewerb    | Wettbewerb | Wettbewerb |
| Jahr und Ort | Einzel NK  | Normalschanze | 18 km      | Staffel SL |
| ------------ | ---------- | ------------- | ---------- | ---------- |
| 1954 Falun   | 21.        | 65.           | 96.        | 15.        |